# تفاضل البيانات
في علوم الحاسب و نظرية المعلومات، ينتج اختلاف البيانات أو الضغط التفاضلي وصفًا تقنيًا للفرق بين مجموعتين من البيانات - كمصدر و هدف. بشكل عام، تأخذ الخوارزمية بيانات، كبياناتٍ من مصدر و بيانات هدف، وتنتج الاختلاف بينهم. وبذلك يمكن للمرء إعادة بناء البيانات المستهدفة («تصحيح» المصدر باستعمال الاختلاف لإنتاج الهدف).

أهمية تفاضل البيانات
1. تحليل التغييرات: يساعد في معرفة ما تغير بين إصدارين من البيانات.
2. تصحيح الأخطاء: يُستخدم لتحديد التعديلات الخاطئة.
3. دمج البيانات: مقارنة البيانات المحدثة مع الأصلية لتحديثها أو دمجها.
4. التدقيق والمراجعة: معرفة الفرق بين البيانات المدخلة والمخرجة.

## أمثلة
أحد أفضل الأمثلة المعروفة لتمييز البيانات هو الأداة المساعدة diff، والتي تنتج اختلافات سطحية للملفات النصية (وفي بعض التطبيقات، ملفات ثنائية، وبالتالي فهي أداة تمييز عامة). تباين الملفات الثنائية العامة يندرج تحت عنوان ترميز دلتا، و أشهر مثال اللذي يستخدم على نطاق واسع هي الخوارزمية المستخدمة في rsync. كمثال جيد على برنامج تفاضل ذو كفاءة العالية هو bsdiff، والذي يعتمد على ضغط bzip2، مما يوضح العلاقة الوثيقة بين التمييز والضغط.

أمثلة عملية لتفاضل البيانات
مقارنة ملفات نصية
لديك ملفين يحتويان على بيانات موظفين. تريد معرفة الفرق بينهما.
file1.csv:
```
ID
,
Name
,
Salary

1
,
Ali
,
5000

2
,
Sara
,
6000

3
,
Omar
,
7000

```

file2.csv:
```
ID
,
Name
,
Salary

1
,
Ali
,
5500

2
,
Sara
,
6000

4
,
Lina
,
8000

```

الأداة:
استخدام `diff` أو أدوات تحليل البيانات مثل Python.
باستخدام Python:
```
import
 
pandas
 
as
 
pd

# قراءة الملفات

df1
 
=
 
pd
.
read_csv
(
"file1.csv"
)

df2
 
=
 
pd
.
read_csv
(
"file2.csv"
)

# مقارنة البيانات

diff
 
=
 
pd
.
concat
([
df1
,
 
df2
]).
drop_duplicates
(
keep
=
False
)

print
(
diff
)

```

الناتج:
```
   
ID
  
Name
  
Salary

0
   
1
   
Ali
    
5000

0
   
1
   
Ali
    
5500

2
   
3
  
Omar
    
7000

2
   
4
  
Lina
    
8000

```